# خواجة حبيب الله
نواب خواجة حبيب الله بهادور (1895-1958)  هو خامس نواب دكا، ونجا أشهر نواب دكا السير خواجة سليم الله.

## سيرته
ولد خواجة حبيب الله في 26 أبريل 1895 في دكا، كان والده السير خواجة سليم الله بهادور من عائلة نواب دكا. درس في مدرسة سانت بول في دارجيلنغ، ثم واصل تعليمه في إنجلترا. في عام 1915 خلف والده بعد وفاته.
في عام 1918 انضم إلى الفصيلة البنغالية في الجيش الهندي البريطاني، وخدم في الانتداب البريطاني في بلاد ما بين النهرين كملازم فخري. وخدم في مجلس مقاطعة دكا ومجلس بلدية دكا، وشارك في حركة الخلافة. كان ممثل دكا في المجلس التشريعي البنغال من عام 1924 حتى عام 1932.
أيد حبيب الله اقتراح الجائزة الجماعية لعام 1932 من الراج البريطاني. وفي 1935 ترأس رابطة البنغال المسلمين وأصبح عضوًا في رابطة مسلمي عموم الهند. ومن 1937 إلى 1941 أصبح وزيرًا في حكومة أبو القاسم فضل الحق. لم ينضم حبيب الله إلى الرابطة الإسلامية، وفي عام 1946 ترشح في انتخابات مجلس البنغال كمرشح مستقل لكنه تعرض لهزيمة ثقيلة على يد قريبه خواجة خير الدين الذي كان منضمًا للرابطة الإسلامية.
ترأس اللجنة التي نظمت احتفالات يوم الاستقلال الباكستاني في دكا، وفي 15 أغسطس 1947 رفع علم باكستان في قلعة لالباغ.  وبعد تقسيم الهند شغل منصب نائب رئيس رابطة شرق باكستان الإسلامية.
تقاعد في أيامه الأخيرة عن السياسة لأسباب تتعلق بالصحة. وغادر منزل إحسان، وأقام في «البيت الأخضر» في منطقة باريبا في دكا. وتوفي في 21 نوفمبر 1958 ودفن مع والده في مقبرة العائلة في بيجومبازار في دكا.